# إيران ومنظمة التجارة العالمية
قدمت إيران رسميًا طلبًا للانضمام إلى منظمة التجارة العالمية (WTO) في 19 تموز 1996. من تموز 1996 إلى أيار 2001، لم يتم النظر في طلب إيران، ويرجع ذلك أساسًا إلى اعتراضات الولايات المتحدة وحق النقض الأمريكي في مجلس منظمة التجارة العالمية. منذ أيار 2001، طُرح طلب إيران لعضوية منظمة التجارة العالمية 22 مرة. في المرة الثانية والعشرين، في 26 أيار 2005، تمت الموافقة على طلب إيران لعضوية منظمة التجارة العالمية بالإجماع من أعضاء المنظمة (وبالتالي من الولايات المتحدة وإسرائيل كبادرة حسن نية لتسهيل المفاوضات النووية بين إيران والمجتمع الدولي؛ حيث كانتا الدولتين المعترضتين على دخول إيران لسنوات). وهكذا بدأت عملية عضوية إيران في منظمة التجارة العالمية. بمجرد قبول طلب إيران وفحصه من قبل المجلس العام لمنظمة التجارة العالمية، أصبحت إيران عضوًا مراقبًا في منظمة التجارة العالمية وبدأت عملية العضوية الكاملة في المنظمة. في تشرين الثاني 2009، قدمت إيران مذكرة نظام التجارة الخارجية، حيث دخلت عملية الانضمام مرحلة جديدة.

## حالة فريق العمل المعني بالانضمام
وزارة التجارة مسؤولة عن إدارة عملية الانضمام إلى منظمة التجارة العالمية. وتشمل الخطوة التالية تشكيل فريق عمل منظمة التجارة العالمية وعقد اجتماعاته، والتي تتضمن مفاوضات مطولة حول مجموعة من القضايا الاقتصادية. ولن تنضم إيران إلى منظمة التجارة العالمية كعضو كامل إلا بعد انتهاء هذه العملية التي تستمر لسنوات عديدة وتنفيذ خطة الإصلاح الاقتصادي الإيرانية.
| خطوة الانضمام إلى منظمة التجارة العالمية - إيران | تاريخ            |
| ------------------------------------------------ | ---------------- |
| 1. تم استلام الطلب                               | 19 يوليو 1996    |
| 2. تم إنشاء فريق العمل                           | 26 مايو 2005     |
| 3. مذكرة                                         | 24 نوفمبر 2009 1 |
| 4. الأسئلة والأجوبة                              |                  |
| 5. اجتماعات فريق العمل                           |                  |
| 6. الوثائق المقدمة مؤخرًا                         |                  |
| 7. مفاوضات الوصول إلى السوق                      |                  |
| 8. ملخص الحقائق                                  |                  |
| 9. مسودة تقرير فريق العمل                        |                  |

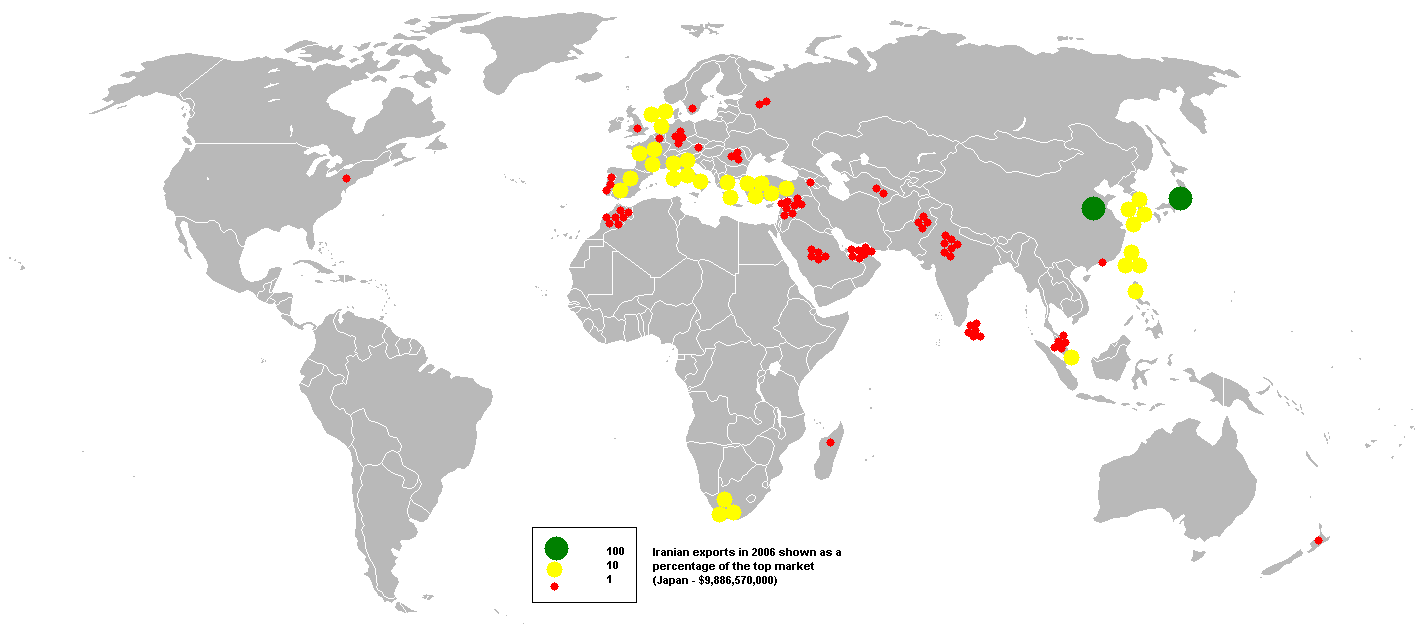
الصادرات الإيرانية في عام 2006. جزء من الصادرات غير النفطية آخذ في الارتفاع مع تحرك البلاد نحو التنوع الصناعي.

1 مذكرة جديدة محدثة سيتم تقديمها بحلول عام 2017.

## الإصلاح الاقتصادي

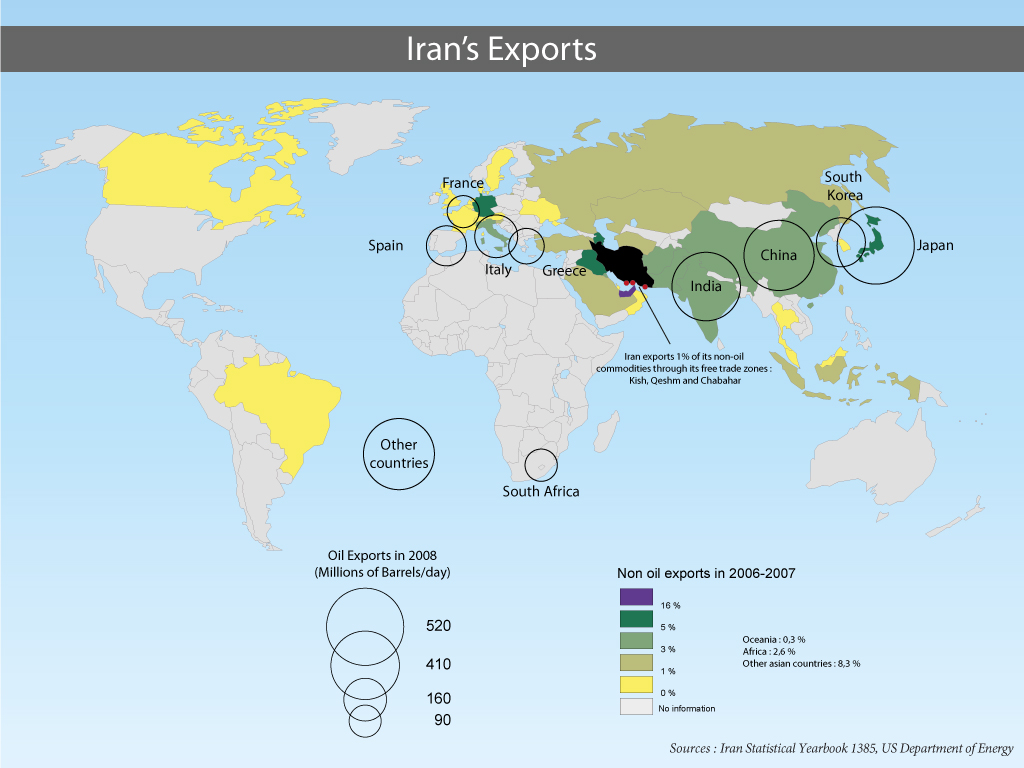
الصادرات الإيرانية في عام 2006. الفستق ، والبروبان المسال، والميثانول، والسجاد المنسوج يدويا ، والسيارات هي العناصر الأساسية للصادرات الإيرانية غير النفطية.

الواردات والصادرات الإيرانية (1995-2014) - من حيث القيمة، متأثرة بأسعار النفط

تتمتع إيران بصفة مراقب في منظمة التجارة العالمية منذ عام 2005. وقد عرقلت الولايات المتحدة باستمرار محاولة إيران للانضمام إلى منظمة التجارة العالمية منذ أن طلبت طهران العضوية لأول مرة قبل عدة سنوات. وقد خصصت إيران 20 مليار دولار كقروض لإطلاق 20 مركزًا تجاريًا في دول أخرى.

### الصادرات

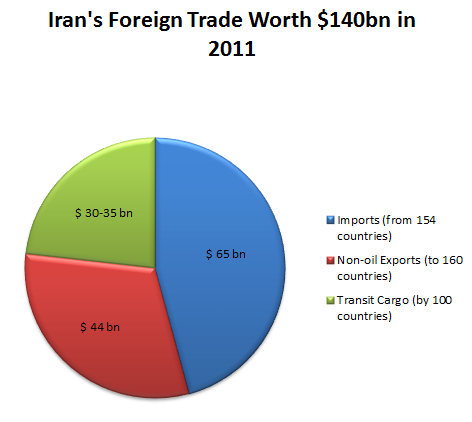
بلغت قيمة التجارة الخارجية غير النفطية لإيران 140 مليار دولار في عام 2011.

أشادت منظمة التجارة العالمية في تقريرها "التجارة العالمية 2011" بنمو صادرات إيران في عام 2011، مشيرة إلى أنه في حين توسعت التجارة العالمية في عام 2011 بنسبة 5% فقط، فإن صادرات إيران ارتفعت بأكثر من 30%.
وفقًا للتقرير، صدّرت إيران بضائع تجاوزت قيمتها 131 مليار دولار أمريكي في عام 2011، لتحتل المرتبة 23 بين أكبر الدول المصدرة في العالم. وأضاف التقرير أن صادرات البلاد بلغت 101 مليار دولار أمريكي في عام 2010.  وارتفعت صادرات إيران غير النفطية بأكثر من 500% بين عامي 2005 و2011.  وتتمثل أهم صادرات إيران غير النفطية في غازات البترول، والغازات الهيدروكربونية المسالة، والبروبان المسال، والميثانول، والوقود المعدني، والمنتجات الكيميائية، والبلاستيك، والفواكه، والمكسرات، والأسمدة، والسجاد. 

### مناطق التجارة الحرة
وتأمل إيران في جذب استثمارات أجنبية مباشرة في إيران بمليارات الدولارات مع خلق مناخ استثماري أكثر ملاءمة، مثل تخفيف القيود والرسوم على الواردات وإنشاء مناطق التجارة الحرة مثل تلك الموجودة في قشم وتشابهار وجزيرة كيش.

## قوانين حقوق النشر لمنظمة التجارة العالمية
لم توافق الحكومة الإيرانية على الالتزام بقوانين حقوق النشر لمنظمة التجارة العالمية، مؤيدةً التوزيع الحر للبرمجيات غير المرخصة بكميات هائلة. مع ذلك، يشهد نظام لينكس، القابل للنسخ بحرية حتى في الدول التي تطبق قوانين قوية للملكية الفكرية، شعبية متزايدة داخل إيران.
قد تُغيّر إيران هذا الوضع حالما تصبح عضوًا كامل العضوية في منظمة التجارة العالمية ، إذ يُشجَّع أعضاء المنظمة على الالتزام بلوائح حقوق النشر الخاصة بها. مع ذلك، سبق للولايات المتحدة أن استخدمت حق النقض (الفيتو) ضد انضمام إيران إلى منظمة التجارة العالمية 22 مرة، واعتبارًا اعتبارًا من 2007 ترفض إيران بشدة دعم عضوية إيران الكاملة في منظمة التجارة العالمية. وبالتالي، ومن باب المعاملة بالمثل ، قررت إيران أن مراعاة معاهدات حقوق الطبع والنشر التابعة لمنظمة التجارة العالمية لا تخدم مصالحها، وبالتالي مارست حقها السيادي في عدم تعديل قوانينها، مما يجعل بعض حقوق الطبع والنشر الأجنبية غير مُلزمة من قِبل السلطات الإيرانية، نظريًا أو عمليًا. ومع ذلك، إذا حصلت إيران في نهاية المطاف على عضوية منظمة التجارة العالمية، فسيتعين عليها، من بين شروط أخرى، الالتزام بقوانين حقوق الطبع والنشر في إيران. وهذا يتطلب إصلاحًا شاملًا للعمليات التجارية في إيران.
يعاني مصنعو الأدوية الإيرانيون من ضعف نظام حماية الملكية الفكرية الحكومي. قد يؤهل تطوير جزيء للعلاجات المركبة للحصول على حماية براءات الاختراع في دول أخرى. ومع ذلك، وبينما يستمر ضعف الالتزام بقانون براءات الاختراع في إيران، فمن المتوقع أن يُشكل ذلك عوائق كبيرة أمام الشركات الإيرانية التي تسعى إلى دخول السوق العالمية.

## روابط خارجية
- حالة الانضمام إلى منظمة التجارة العالمية - إيران
- مذكرة بشأن نظام التجارة الخارجية لإيران (وثيقة من 145 صفحة تصف جميع جوانب السياسات التجارية والاقتصادية الإيرانية التي تؤثر على اتفاقيات منظمة التجارة العالمية، بما في ذلك قوائم الاتفاقيات التجارية والتفضيلات المتبادلة بين إيران ودول أخرى)
- Australian Trade: Doing Business in Iran in 2006 على موقع واي باك مشين (نسخة محفوظة October 4, 2006) - العديد من المعلومات العملية والتقارير الخاصة بالقطاعات، مع مواقع إلكترونية وموارد مفيدة (يتطلب تسجيل الدخول لتقارير القطاع)
- عملية انضمام إيران إلى منظمة التجارة العالمية
- منظمة ترويج التجارة الإيرانية - تابعة لوزارة التجارة (إيران)
- تحديات القطاع الزراعي في إيران في عملية الانضمام إلى منظمة التجارة العالمية - أميد جيلانبور (2006)
- انضمام إيران إلى منظمة التجارة العالمية: نظرة قانونية وسياسية - س. جلال علوي (2010)